# Sertulariidae
Sertulariidae zijn een familie van neteldieren uit de klasse van de hydroïdpoliepen (Hydrozoa). Deze familie werd in 1812 voor het eerst wetenschappelijk beschreven door Jean Vincent Félix Lamouroux.

## Geslachten
- Abietinaria Kirchenpauer, 1884
- Amphisbetia L. Agassiz, 1862
- Caledoniana Galea, 2015
- Caminothujaria von Campenhausen, 1896
- Crateritheca Stechow, 1921
- Dictyocladium Allman, 1888
- Diphasia Agassiz, 1862
- Dynamena Lamouroux, 1812
- Fraseroscyphus Boero & Bouillon, 1993
- Geminella Billard, 1925
- Gigantotheca Vervoort & Watson, 2003
- Hydrallmania Hincks, 1868
- Hypopyxis Allman, 1888
- Idiellana Cotton & Godfrey, 1942
- Mixoscyphus Peña Cantero & Vervoort, 2005
- Papilionella Antsulevich & Vervoort, 1993
- Pericladium Allman, 1876
- Polysertularella Antsulevich, 2011
- Salacia Lamouroux, 1816
- Sertularia Linnaeus, 1758
- Solenoscyphus Galea, 2015
- Stereotheca Stechow, 1919
- Tamarisca Kudelin, 1914
- Tasmanaria Watson & Vervoort, 2001
- Thuiaria Fleming, 1828
- Tridentata Stechow, 1920